# بهنات نقره
بهنات نقره (به انگلیسی: Silver behenate) با فرمول شیمیایی AgC۲۲H۴۳O۲ یک ترکیب شیمیایی با شناسه پاب‌کم ۱۶۴۹۷۱ است. که جرم مولی آن 447.2287 g/mol می‌باشد. 